# Comillas
|  | Per a altres significats, vegeu «Comillas (Madrid)». |

Comillas és un municipi de Cantàbria. Està situat en la costa occidental d'aquesta regió, limita al nord amb el Mar Cantàbric, al sud amb Udías, a l'est amb Ruiloba i Alfoz de Lloredo i a l'oest amb Valdáliga. Al seu terme hi ha la finca El Capricho, una de les primeres obres d'Antoni Gaudí. El reconegut arquitecte de Reus, amb evidents influències naturistes i musulmanes, creà un petit palau amb constants referències a la música.

## Localitats
- Comillas (capital), 2374 habitants (INE, 2013)
- La Rabia, 14 habitants.
- Rioturbio, 43 habitants.
- Rubárcena, 37 habitants.
- Ruiseñada, 200 habitants.
- Trasvía, 180 habitants.

## Demografia
| 1900  | 1910  | 1920  | 1930  | 1940  | 1950  | 1960  | 1970  | 1980  | 1990 | 2000  | 2006  |
| ----- | ----- | ----- | ----- | ----- | ----- | ----- | ----- | ----- | ---- | ----- | ----- |
| 2.754 | 3.120 | 3.106 | 3.261 | 3.589 | 3.610 | 3.234 | 2.408 | 2.397 | 2552 | 2.359 | 2.469 |

## Política i administració
El ajuntament de Comillas posseeix 11 regidors. Des del 2003, María Teresa Noceda (PRC) és alcaldessa de Comillas ulteriorment de guanyar les derreres eleccions municipals del 2023 gràcies a un pacte amb el Partit Socialista de Cantàbria, un pacte que s'ha repetit en considerables ocasions. Actualment, els partits polítics amb representació al ajuntament són el Partit Regionalista de Cantàbria (PRC), el Partit Socialista de Cantàbria i el Partit Popular de Cantàbria.

### Resultats electorals
| Eleccions municipals, 25 de maig de 2003 |      |        |          |
| Partit                                   | Vots | %      | Regidors |
| PP                                       | 1115 | 47,43% | 5        |
| PRC                                      | 738  | 32,29% | 4        |
| PSC - PSOE                               | 499  | 17,77% | 2        |

| Eleccions municipals, 27 de maig de 2007 |      |        |          |
| Partit                                   | Vots | %      | Regidors |
| PRC                                      | 801  | 43,75% | 6        |
| PSC - PSOE                               | 383  | 20,92% | 2        |
| PP                                       | 366  | 19,99% | 2        |
| IU-BR                                    | 165  | 9,01%  | 1        |

| Eleccions municipals, 2011 |      |        |          |
| Partit                     | Vots | %      | Regidors |
| PRC                        | 662  | 37,92% | 5        |
| PSC - PSOE                 | 382  | 21,88% | 3        |
| PP                         | 363  | 20,79% | 2        |
| APIC                       | 170  | 9,74%  | 1        |

| Eleccions municipals, 2015 |      |        |          |
| Partit                     | Vots | %      | Regidors |
| PRC                        | 704  | 45,3%  | 5        |
| PP                         | 576  | 37,07% | 4        |
| PSC - PSOE                 | 257  | 16,54% | 2        |

Al 1899 el càrrec d'alcalde l'obstentava Lucas San Juan.